# Nardole
 (mai 2022).
Si vous disposez d'ouvrages ou d'articles de référence ou si vous connaissez des sites web de qualité traitant du thème abordé ici, merci de compléter l'article en donnant les références utiles à sa vérifiabilité et en les liant à la section « Notes et références ».
 (mai 2022).
- Si vous ne connaissez pas le sujet, laissez ce bandeau (vous pouvez alors contacter les auteurs).
- Si vous supprimez le contenu mis en cause (vous pouvez préalablement contacter les auteurs),

argumentez précisément cette suppression dans la page de discussion
(un manque de référence n'est pas un argument ; une recherche réelle de référence doit avoir été effectuée, être formellement documentée).
Nardole est un personnage fictif de la série télévisée britannique de science-fiction Doctor Who. Il accompagne le personnage principal, le Docteur, dans sa douzième incarnation (jouée par Peter Capaldi) de l'épisode de Noël 2016 Le Retour du Docteur Mysterio jusqu'à la fin de l'épisode final de la saison 10, Le Docteur tombe.

## Histoire

### Épisode de noël 2015
Nardole apparaît pour la première fois dans l'épisode de Noël Les Maris de River Song en 2015, dans lequel il est le fidèle assistant de l'archéologue éponyme. Il se fait décapiter et se fait greffer la tête dans le corps robotique du Roi Hydroflax. Sous la menace, il reconnaît connaître River Song depuis longtemps.
À la fin de l'épisode, et à la suite du crash du vaisseau Harmonie et rédemption, le Docteur extrait Nardole des ruines et répare le corps robotique du Roi Hydroflax, lui enlevant son libre-arbitre maléfique. Nardole travaille alors avec Ramone, autre compagnon de River Song (lui aussi décapité), dans le restaurant des Tours chantantes de Darillium.

### Épisode de noël 2016

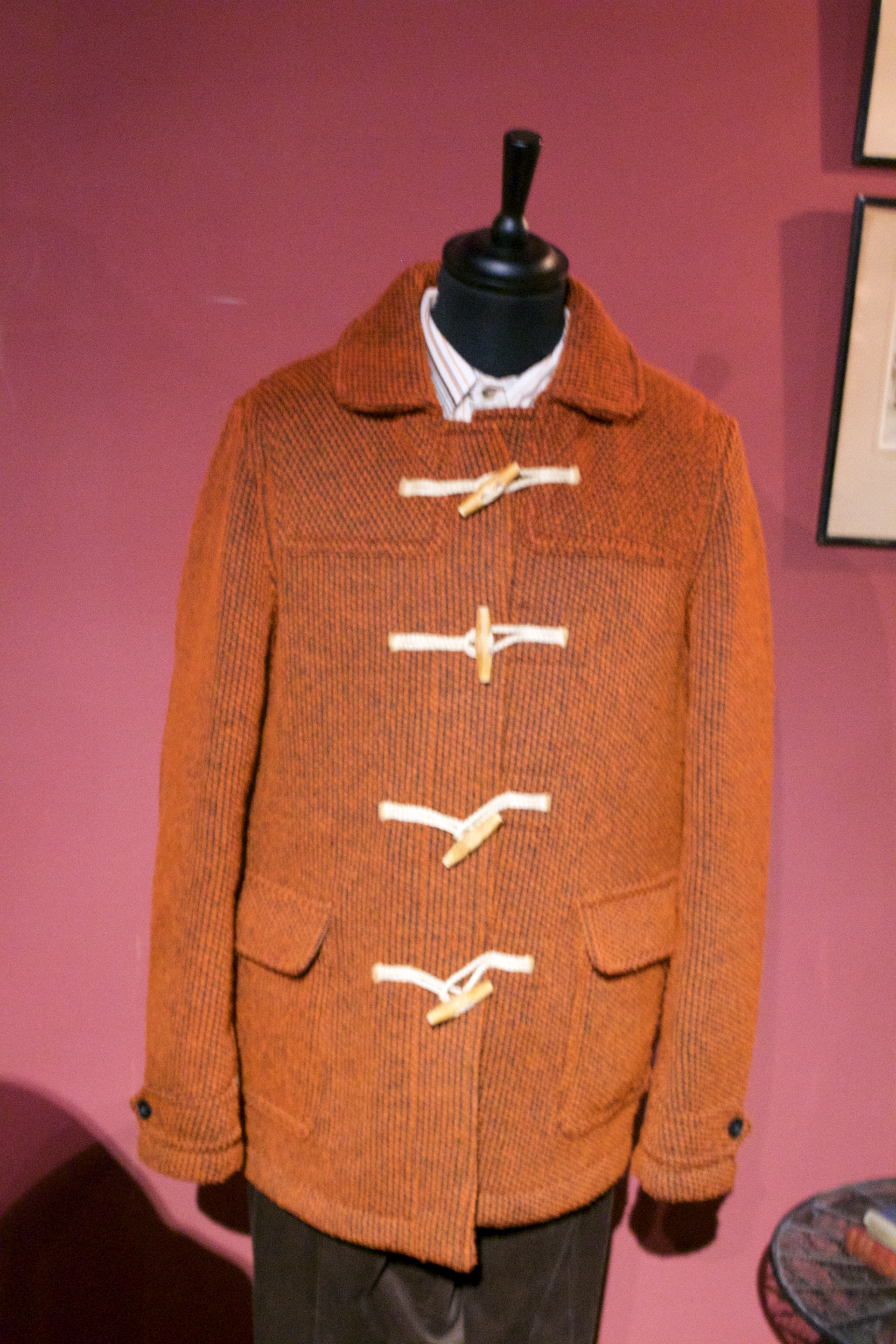
Le costume habituel de Nardole

On retrouve de nouveau Nardole dans l'épisode de Noël Le Retour du Docteur Mysterio en 2016, dans son propre corps, et aux côtés du Docteur, qui a réussi à le « réassembler ». Il sait alors piloter le TARDIS. On apprend qu'il est malencontreusement devenu empereur byzantin au XIIe siècle, état reconnaissable au manteau de soie doré et à la toque impériale. 

« Le Docteur : Vous l'avez eue où, cette tenue ? 
 Nardole : À Constantinople, au XIIe siècle. J'ai régné sagement mais fermement. »

— Dialogue de l'épisode Le Retour du Docteur Mysterio
C'est lui qui, à la fin de l'épisode, explique à Grant et Lucy que le Docteur souffre encore de la mort de River Song, alors qu'il vient de passer une « folle nuit de 24 ans » avec elle sur Darillium, ajoutant que ce dernier s'en remettra, avant de repartir avec lui dans le TARDIS pour de nouvelles aventures.

### Saison 10 (2017)
Dans le premier épisode de la saison, Le Pilote, Nardole travaille à l'Université de Glasgow avec le Docteur, qui y est conférencier. C'est d'ailleurs lui qui explique à Bill Potts, cantinière à l'Université, le fonctionnement du TARDIS. Il semble assez craintif des Daleks.
Dans Oxygène, cinquième épisode de la saison, on voit Nardole quitter la Terre pour la première fois, pour partir en voyage avec le Docteur et Bill sur une station spatiale. Lorsque le Docteur devient aveugle après avoir sauvé Bill, c'est lui qui l'aide. Une fois qu'ils sont rentrés dans le TARDIS, il essaie de restaurer la vue du Docteur — mais il ignore que cela n'a pas fonctionné. C'est à la fin de l'épisode, lorsque ces deux personnages sont seuls, que le Seigneur du Temps lui révèle sa cécité.
Dans l'épisode suivant, Extremis — qui débute la « trilogie des Moines » —, Nardole accompagne le Docteur et Bill dans l'Hæreticum, la bibliothèque des livres hérétiques du Vatican. Il aide le Docteur à voir sans ses lunettes soniques qui ne repèrent que les éléments vivants et fixes (pas les lumières, par exemple). Dans des flashbacks, on découvre que Nardole a été envoyé au Docteur par River Song elle-même, en lui donnant l'autorisation de « botter le cul » du Docteur (en anglais : « I have full permission to kick your ass »). Il disparaît vers la fin de l'épisode, n'étant qu'une illusion dans la simulation des Moines. Dans l'épisode suivant, La Pyramide de la fin du monde, il assiste encore le Docteur et Bill, le Seigneur du Temps étant aveugle. Vers la fin de l'épisode, Nardole perd connaissance après avoir inhalé un virus biologique. On le voit écroulé, dans le TARDIS. Mais dans le dernier épisode de la trilogie, La Terre du mensonge, puisque les événements précédents ont été effacés, Nardole revient à la vie. Or, les Moines contrôlent désormais la Terre. Nardole et Bill font partie de la résistance qui se soulève contre les Moines.
Nardole quitte finalement le Docteur à la fin de l'épisode final de la saison 10, Le Docteur tombe, en restant avec les humains dans le vaisseau spatial, remontant au fur et à mesure dans le vaisseau Mondasien, retardant sa propre mort.
Selon la novélisation d'Il était deux fois, on apprend que Nardole a survécu et a vécu beaucoup d'autres aventures avant de mourir.

### Épisode de noël 2017
Nardole revient dans Il était deux fois sous la forme d'un être de verre, comme cadeau d'adieu au Docteur de la part de Bill.

## Personnalité
Dans l'épisode Les Maris de River Song, Nardole servait plutôt le côté comique de l'épisode de Noël.
Depuis, on découvre qu'il est un fidèle assistant du Docteur, mais qu'il n'hésite pas à rappeler vertement à ce dernier son serment (rester sur Terre pour garder "le coffre" - en anglais : "the Vault") et à se rebeller lorsqu'il n'est pas d'accord. Face aux ennemis et divers monstres, il reste assez craintif et en retrait, laissant les devants au Docteur. Un peu puéril, il est passionné par les jouets et les peluches. C'est également lui qui aide le Docteur en ce qui concerne l'informatique et les ordinateurs.
Il est assez timide face aux avances amoureuses d'Hazran dans Le Docteur tombe, avançant l'argument qu'il n'est pas humain, ce qui ne la gêne pas.
Dans l'épisode de Noël 2017 Il était deux fois, Nardole apparaît sous la forme d'un être de glace et de souvenirs aux côtés de Bill et du Docteur (avant que ce dernier ne se régénère) pour leur faire ses adieux après avoir partagé un dernier câlin avec le Docteur et Bill. Ils disparaissent tous deux sous les yeux du Docteur, triste mais heureux d'avoir pu les voir une dernière fois. Puis le Seigneur du Temps se rend au TARDIS où il achève sa régénération.